# 보컬 재즈
보컬 재즈(영어: Vocal jazz) 또는 재즈 싱잉(영어: Jazz singing)은 재즈의 한 형태로, 20세기 초 미국에서 등장하였다.